# ۲ آوریل
۲ آوریل در تقویم گرگوری، نود و دومین (در سال‌های کبیسه نود و سومین) روز سال است. ۲۷۳ روز تا پایان سال باقی است.

## زادروزها
- ۱۸۰۵ - هانس کریستیان آندرسن نویسنده دانمارکی
- زادروز امیل زولا نویسنده فرانسوی در سال ۱۸۴۰.
- زادروز  فرانتس پوشکاش فوتبالیست مجارستانی در سال ۱۹۰۲
- ۱۹۵۱ - جورج ابراهیم عبدالله، مبارز لبنانی. [۱]
- زادروز آجی دیوگن، بازیگر هندی در سال ۱۹۶۹

## درگذشت‌ها
- ۱۸۶۶ – عدنان شبر غریفی فقیه جعفری، شاعر و نویسندهٔ عراقی.
- ۲۰۰۵ - ژان پل دوم(رهبر کاتولیک های جهان)، در سن ۸۵ سالگی

## نامگذاری‌ها
- روز جهانی کتاب کودک
- روز جهانی آگاهی از اوتیسم[۲]